# Melodifestivalen 2005

El Melodifestivalen 2005 se compuso, como en años anteriores, de cuatro semifinales, así como una repesca y una gran final celebrada en el Globen Arena de Estocolmo el 12 de marzo. Las cuatro ciudades que fueron elegidas sede de las diferentes semifinales fueron Gotemburgo, Linköping, Skellefteå y Växjö.
Por segundo año, a las 28 canciones elegidas previamente por un jurado interno, se añadieron cuatro jokers, uno por cada semifinal. Estos fueron Nanne Grönvall, el grupo Alcazar, K2 feat. Alannah Myles y la danesa Sanne Salomonsen. Entre las posibilidades de jokers se encontraban Helena Paparizou, descartada por no ser el "perfil" de joker que ese año estaban buscando y que al no ser elegida pasó a representar a Grecia y ganó Eurovisión, y Carola que no envió a tiempo "Genom Allt" y a última hora fue substituida por K2 y Allanah Myles. También se rumoreó sobre la presencia de Kylie Minogue.

## Semifinal en Gotemburgo
La primera de las semifinales fue transmitida desde el Scandinavium de Gotemburgo el 12 de febrero, con Alexandra Pascalidou y  Shan Atci como presentadores. Se recibieron 489.872 llamadas.
| Nr. | Artista            | Canción          | Texta/Música                                                    | Votos     | Votos     | Posición | Comentario          |
| Nr. | Artista            | Canción          | Texta/Música                                                    | 1a. ronda | 2a. ronda | Posición | Comentario          |
| --- | ------------------ | ---------------- | --------------------------------------------------------------- | --------- | --------- | -------- | ------------------- |
| 1   | Alcazar            | Alcastar         | Niklas Edberger, Johan Fransson, Tim Larsson, Tobias Lundgren   | 35 976    | 43 010    | 4        | Segunda Oportunidad |
| 2   | Cecilia Vennersten | Var mig nära     | Robert Åhlin, Calle Kindbom                                     | 5 069     | 377       | 8        | -                   |
| 3   | Papa Dee           | My no. 1         | Daniel Wahlgren, Bobby Ljunggren, Marcos Ubeda                  | 25 446    | 490       | 6        | -                   |
| 4   | Linda Bengtzing    | Alla flickor     | Niklas Edberger, Johan Fransson, Tim Larsson, Tobias Lundgren   | 33 338    | 44 503    | 3        | Segunda Oportunidad |
| 5   | The Wallstones     | Invisible People | Karl Martindahl, Johan Becker                                   | 32 355    | 40 205    | 5        | -                   |
| 6   | Pay TV             | Refrain refrain  | Håkan Lidbo y Ulrika Lidbo                                      | 10 792    | 649       | 7        | -                   |
| 7   | Nordman            | Ödet var min väg | Mats Wester y Danne Attlerud                                    | 36 103    | 49 381    | 2        | Gran Final          |
| 8   | Shirley Clamp      | Att älska dig    | Robert Olausson, Sonja Aldén, Bobby Ljunggren y Henrik Wikström | 69 785    | 77 713    | 1        | Gran Final          |

## Semifinal en Linköping
La segunda semifinal tuvo lugar en el recién construido Cloetta Center de Linköping el día 19 de febrero, con Henrik Schyffert y Erik Haag de presentadores. Se recibieron 370.821 votos telefónicos
| Nr. | Artista                       | Canción                     | Texto/Música                                     | Votos     | Votos     | Posición | Comentario          |
| Nr. | Artista                       | Canción                     | Texto/Música                                     | 1a. ronda | 2a. ronda | Posición | Comentario          |
| --- | ----------------------------- | --------------------------- | ------------------------------------------------ | --------- | --------- | -------- | ------------------- |
| 1   | Sanna Nielsen y Fredrik Kempe | Du och jag mot hela världen | Bobby Ljunggren, Fredrik Kempe, Henrik Wikström  | 38 642    | 65 313    | 1        | Gran Final          |
| 2   | Camilla Brinck                | Jenny                       | Camilla Brinck, Tobias Karlsson                  | 15 031    | 351       | 7        | -                   |
| 3   | Group Avalon                  | Big up                      | Mohombi Moupondo, Djo Moupondo, Marcus Landström | 15 032    | 242       | 6        | -                   |
| 4   | Arja Saijonmaa                | Vad du än trodde            | Dan Sundquist, Åsa Jinder                        | 14 118    | 282       | 8        | -                   |
| 5   | Josefin Nilsson               | Med hjärtats egna ord       | Jonas Isaksson, Tommy Lydell, Lotta Ahlin        | 18 354    | 28 316    | 3        | Segunda Oportunidad |
| 6   | Cameron                       | Roma                        | Cameron, Robin Rex                               | 16 232    | 27 293    | 4        | Segunda Oportunidad |
| 7   | Bodies Without Organs         | Gone                        | Anders Hansson, Mårten Sandén                    | 16 508    | 25 796    | 5        | -                   |
| 8   | Sanne Salomonsen              | Higher Ground               | Henrik Janson, Jeanette Olsson, Moh Denebi       | 36 118    | 53 193    | 2        | Gran Final          |

## Semifinal en Skellefteå
La tercera semifinal se realizó en el Estadio Municipal de Hielo de Skellefteå el 6 de febrero con Johanna Westman y Markoolio como presentadores. Se recibió un total de 458.101 llamadas.
| Nr. | Artista            | Canción          | Texto/Música                                                  | Votos     | Votos     | Posición | Comentario          |
| Nr. | Artista            | Canción          | Texto/Música                                                  | 1a. ronda | 2a. ronda | Posición | Comentario          |
| --- | ------------------ | ---------------- | ------------------------------------------------------------- | --------- | --------- | -------- | ------------------- |
| 1   | Nana Hedin         | Wherever You Go  | Larry Forsberg, Sven-Inge Sjöberg, Lennart Wastesson          | 25 053    | 38 891    | 3        | Segunda Oportunidad |
| 2   | Kwanzaa            | Lovin' Your Feen | Ayesha Quraishi, Jean DC                                      | 3 179     | 409       | 8        | -                   |
| 3   | Jimmy Jansson      | Vi kan gunga     | Niklas Edberger, Johan Fransson, Tim Larsson, Tobias Lundgren | 52 485    | 62 845    | 2        | Gran Final          |
| 4   | LaGaylia Frazer    | Nothing at all   | Mattias Reimer, Lars Edvall                                   | 20 706    | 24 753    | 4        | Segunda Oportunidad |
| 5   | Josef              | Rain             | Henrik Wikström, Annelie Martin, Bobby Ljunggren, Martin Blix | 23 410    | 24 597    | 5        | -                   |
| 6   | K2 y Alannah Myles | We Got It All    | Kee Marcello, Michael Blair, Zal                              | 11 712    | 424       | 7        |                     |
| 7   | Jessica Folcker    | Om natten        | Niklas Edberger, Johan Fransson, Tim Larsson, Tobias Lundgren | 19 306    | 385       | 6        | -                   |
| 8   | Martin Stenmarck   | Las Vegas        | Niklas Edberger, Johan Fransson, Tim Larsson, Tobias Lundgren | 76 508    | 73 538    | 1        | Gran Final          |

## Semifinal en Växjö
La siguiente semifinal tuvo lugar en el Tipshall de Växjö el 5 de marzo con Kayo y Michael Leijnegard de presentadores.
| Nr. | Artista                             | Canción                        | Texto/Música                                          | Votos     | Votos     | Posición | Comentario          |
| Nr. | Artista                             | Canción                        | Texto/Música                                          | 1a. ronda | 2a. ronda | Posición | Comentario          |
| --- | ----------------------------------- | ------------------------------ | ----------------------------------------------------- | --------- | --------- | -------- | ------------------- |
| 1   | Anne-Lie Rydé                       | Så nära                        | Thomas G:son, Anne-Lie Rydé                           | 19 043    | 25 124    | 5        | -                   |
| 2   | B-Boys International y Paul M.      | One Step Closer                | Niclas Arn, Karl Eurén, Gustav Eurén, Ken Ring        | 16 820    | 339       | 6        | -                   |
| 3   | Mathias Holmgren                    | Långt bort om tid och rum      | Calle Kindbom, Thomas G:son                           | 21 337    | 28 775    | 4        | Segunda Oportunidad |
| 4   | Rickard Engfors y Katarina Fallholm | Ready For Me                   | Lars ”Dille” Diedricson, Peter Nordholm, Dan Attlerud | 9 774     | 298       | 7        | -                   |
| 5   | Date                                | Hörde änglarna viska ditt namn | Johnny Thunqvist, Fredrik Jernberg, Pontus Wennerberg | 14 930    | 525       | 8        | -                   |
| 6   | Nanne Grönvall                      | Håll om mig                    | Ingela 'Pling' Forsman, Nanne Grönvall                | 53 726    | 67 876    | 1        | Gran Final          |
| 7   | Caroline Wennergren                 | A Different Kind of Love       | Joacim Dubbelman, Martin Landh, Sam McCarthy          | 29 456    | 63 664    | 2        | Gran Final          |
| 8   | Katrina & The Nameless              | As If Tomorrow Will Never Come | Thomas G:son                                          | 30 632    | 30 763    | 3        | Segunda Oportunidad |

## Segunda Oportunidad
Las canciones clasificadas en tercera y cuarta posición en las semifinales tendrían una segunda oportunidad para participar en la gran final, en un show organizado el 6 de marzo en Berns, Estocolmo. Dicho evento fue presentado por Annika Jankell y se recibieron un total de 441.657 llamadas, lo que supuso para el show Segunda Oportunidad.
| Nr. | Artist                 | Canción                        | Votos     | Votos     | Posición | Comentario |
| Nr. | Artist                 | Canción                        | 1a. ronda | 2a. ronda | Posición | Comentario |
| --- | ---------------------- | ------------------------------ | --------- | --------- | -------- | ---------- |
| 1   | Alcazar                | Alcastar                       | 47 762    | 63 533    | 1        | Gran Final |
| 2   | Linda Bengtzing        | Alla flickor                   | 38 861    | 54 253    | 2        | Gran Final |
| 3   | Josefin Nilsson        | Med hjärtats egna ord          | 20 537    | 457       | 7        | -          |
| 4   | Cameron                | Roma                           | 18 945    | 555       | 8        | -          |
| 5   | Nana Hedin             | Wherever You Go                | 28 510    | 38 254    | 4        | -          |
| 6   | LaGaylia Frazer        | Nothing at all                 | 27 547    | 53 126    | 3        | -          |
| 7   | Mathias Holmgren       | Långt bortom tid och rum       | 25 472    | 289       | 5        | -          |
| 8   | Katrina & The Nameless | As If Tomorrow Will Never Come | 24 489    | 200       | 6        | -          |

## Final en Estocolmo
La final tuvo lugar en el Globen de Estocolmo el sábado 12 de marzo con Jill Johnson y Mark Levengood como presentadores. Se recibió un total de 1.519.997 llamadas telefónicas. El ganador, y representante de Suecia en el Festival de la Canción de Eurovisión 2005 fue la canción "Las Vegas" del artista Martin Stenmarck. La canción obtuvo más puntos del jurado, pero solo consiguió la segunda posición entre los votos del público, que eligieron "Håll om mig" de Nanne Grönvall.
| Nr. | Artista                       | Canción                  | Votos  | Votos   | Votos | Posición | Comentario           |
| Nr. | Artista                       | Canción                  | Jurado | Público | Total | Posición | Comentario           |
| --- | ----------------------------- | ------------------------ | ------ | ------- | ----- | -------- | -------------------- |
| 1   | Martin Stenmarck              | Las Vegas                | 102    | 110     | 212   | 1        | Ganadora             |
| 2   | Linda Bengtzing               | Alla flickor             | 15     | 0       | 15    | 9        | -                    |
| 3   | Nordman                       | Ödet var min väg         | 4      | 11      | 15    | 9        | -                    |
| 4   | Shirley Clamp                 | Att älska dig            | 86     | 44      | 130   | 4        | -                    |
| 5   | Sanne Salomonsen              | Higher Ground            | 35     | 0       | 35    | 7        | -                    |
| 6   | Caroline Wennergren           | A Different Kind of Love | 28     | 88      | 116   | 5        | -                    |
| 7   | Alcazar                       | Alcastar                 | 69     | 66      | 135   | 3        | -                    |
| 8   | Jimmy Jansson                 | Vi kan gunga             | 27     | 22      | 49    | 6        | -                    |
| 9   | Sanna Nielsen y Fredrik Kempe | Du och jag mot världen   | 30     | 0       | 30    | 8        | -                    |
| 10  | Nanne Grönvall                | Håll om mig              | 77     | 132     | 209   | 2        | Favorita del público |